# Bodmin
Bodmin (Limba cornică: Bosvenegh) este un oraș în comitatul Cornwall, regiunea South West, Anglia. Orașul se află în districtul North Cornwall. 